# Jadiel Pereira da Gama
Jadiel Pereira da Gama (* 15. prosince 2009) je nizozemský profesionální fotbalista, který hraje na pozici defenzivního záložníka za klub PEC Zwolle.

## Klubová kariéra
Mladý talent z VV AS '80, Pereira da Gama, se v roce 2017 připojil k mládežnické akademii PEC Zwolle, kde dále rozvíjel své fotbalové schopnosti. Dne 2. července 2025 podepsal svou první profesionální smlouvu s klubem na 3 roky. Svojí seniorskou a profesionální premiéru za PEC Zwolle si odbyl 15. srpna 2025 při vítězství 2:0 v Eredivisie nad SC Telstar. Ve věku 15 let a 243 dní se stal nejmladším debutantem v historii ligy. Překonal tím rekord Wima Krase z roku 1959.

## Reprezentační kariéra
Pereira da Gama byl poprvé povolán do reprezentace Nizozemska U16 na tréninkový kemp v září 2024.

## Osobní život
Pereira da Gama, narozený v Nizozemsku, má kapverdský původ. Jeho bratr Haniël Pereira da Gama je produktem akademie Ajaxu.